# 亨利·埃鲁安
亨利·埃鲁安（法語：Henri Hérouin，法語發音：[ɑ̃ʁi eʁwɛ̃]；1876年2月19日—1926年1月6日），生于泰鲁阿讷河畔孔日，法国男子射箭运动员。他曾代表法国参加1900年夏季奥林匹克运动会射箭比赛，获得一枚金牌。